# Narcissus × poculiformis
Narcissus × poculiformis là một loài thực vật có hoa lai ghép trong họ Amaryllidaceae. Loài này được Salisb. mô tả khoa học đầu tiên năm 1796.